# 아오리스트
아오리스트(Aorist)(약어 AOR) 동사 (품사) 형태는 일반적으로 완료상을 표현하고 과거 사건을 나타내며, 미완료시제와 유사하다. 부정과거(不定過去)시제라고도 한다. 고대 그리스어 문법에는 아오리스트 형태가 있었고, 다른 인도유럽어족 언어 및 팔라비어, 산스크리트어, 아르메니아어, 남슬라브어군, 조지아어, 폰토스 그리스어, 파슈토어와 같이 인도유럽어 문법 전통의 영향을 받은 언어의 문법에도 아오리스트라고 불리는 형태가 있다.
이 단어는 고대 그리스어 ἀόριστος (aóristos '부정의')에서 유래했다. 아오리스트가 동사의 무표적 (기본) 형태였기 때문에, 진행 중이거나 반복되는 상황을 나타내는 불완료상이나 지속적인 관련성을 나타내는 완료형의 함의를 가지지 않았고, 대신 "순수하고 단순한" 행동을 묘사했다.
아오리스트는 고대 그리스어에서 무표적 측면이었기 때문에, 이 용어는 튀르키예어의 습관상과 같이 다른 언어의 무표적 동사 형태에도 적용되기도 한다.

## 인도유럽어족

### 인도유럽조어
인도유럽조어에서 아오리스트는 행동 방식을 표현하는 일련의 동사 형태로 시작된 것으로 보인다. 인도유럽조어는 전통적으로 "현재", "아오리스트", "완료"라고 불리는 세 가지 측면 대립을 가졌는데, 이는 각각 불완료상, 완료상, 상태 (결과 상태) 측면이었던 것으로 생각된다. 고전 그리스 시대에 이르러 이 시스템은 주로 비정형 형태와 독립적인 비지시적 서법에서 유지되었다. 그러나 직설법과 가정법 및 희망법을 포함하는 종속절에서 이러한 측면들은 시간적 의미를 띠게 되었다. 이러한 방식으로 아오리스트는 종종 무표적 과거 시제로 사용되었고, 완료형은 결과 시제 용법을 발전시켰다. 이것이 현대 언어에서 이 의미에 완료형이라는 용어가 사용되는 이유이다.
다른 인도유럽어족 언어들은 아오리스트를 완전히 잃었다. 예를 들어 라틴어의 발달 과정에서 아오리스트는 완료형과 합쳐졌다. 때때로 "아오리스트"라고 불리는 로망스어의 미완료시제 (과거 완료형)는 독립적인 발전이다.

### 그리스어
그리스어에서 현실적 서법 아오리스트는 이야기를 전할 때 사용되는 두 가지 주요 형태 중 하나이다. 이는 연속적인 과정의 개별 단계(서사적 아오리스트)와 같이 분할되지 않은 사건에 사용된다. 또한 이야기 자체 이전에 일어난 사건(과거-내-과거)에도 사용된다. 아오리스트 직설법은 시간 명시 없이 일반적으로 발생하는 일을 표현할 때도 사용된다("속담적 아오리스트"). 이는 현재 및 미래 사건에도 사용될 수 있으며, 아오리스트는 현재 행동을 의미하는 여러 특수한 의미도 가지고 있다.
아오리스트의 비직설법 형태(가정법, 희망법, 명령법, 부정사)는 일반적으로 순전히 측면적이며, 간접 화법 구조와 종속절에서 시제 일치의 일부로서 희망법 사용을 포함한 특정 예외를 제외한다. 시간성을 전혀 암시하지 않는 아오리스트 부정사와 명령법이 있다. 예를 들어, 마태복음 6:11의 주기도문은 "오늘 우리에게 일용할 양식을 주옵소서(δός dós)"에서 아오리스트 명령법을 사용하는데, 이는 누가복음 11:3의 유사한 구절과 대조된다. 누가복음 11:3은 반복을 암시하는 불완료상을 사용하여 "날마다 우리에게 일용할 양식을 주옵소서(δίδου dídou, 현재 명령법)"라고 한다.
과거를 묘사할 때 아오리스트 시제가 불완료 시제와 어떻게 대조되는지에 대한 예는 크세노폰의 아나바시스 (크세노폰)에 나온다. 페르시아 귀족 오론테스가 처형될 때: "그리고 그에게 이전에 절을 하던(προσεκύνουν prosekúnoun, 불완료 시제) 자들은 그때도 그에게 절을 했다(προσεκύνησαν prosekúnēsan, 아오리스트)." 여기서 불완료 시제는 과거의 습관적 또는 반복적인 행위를 나타내고, 아오리스트는 단일 행위를 나타낸다.
그리스어 아오리스트의 어떤 기능이 본질적인지에 대해서는 이견이 있다. 일부 이견은 다양한 기능과 형태의 발달 역사에 적용된다. 대부분의 문법학자들은 아오리스트 직설법을 비직설법 아오리스트와 구별한다. 많은 저자들은 아오리스트가 완료상이기 때문에 과거를 다루는 경향이 있으며, 완료상은 완료된 행동을 묘사하는 경향이 있다고 주장한다. 다른 학자들은 아오리스트 직설법과 어느 정도 분사는 본질적으로 과거 시제와 완료상의 혼합이라고 주장한다.

#### 해석학적 함의
아오리스트는 라틴어나 게르만어에서 유지되지 않았기 때문에, 그리스어 신약성경을 서양 언어로 번역하는 데 오랜 어려움이 있었다. 아오리스트는 종종 사건의 양상이나 심지어 시간에 대한 강력한 진술을 하는 것으로 해석되었지만, 사실 그리스어 동사의 무표적 (기본) 형태이기 때문에 그러한 함의는 종종 문맥에 맡겨진다. 따라서 신약성경 해석학 (철학)에서는 아오리스트의 사용에 부당한 의미를 부여하는 것을 주석적 오류로 간주한다. 저자가 불완료상이나 완료상을 사용하는 것에서 특정한 함의를 도출할 수 있지만, 일반적으로 아오리스트의 사용에서는 그러한 결론을 도출할 수 없으며, 이는 행동이 "고유한지, 반복되는지, 시작적인지, 순간적인지, 과거인지, 완료되었는지 명시하지 않고" 행동을 나타낼 수 있다. 특히, 아오리스트는 일반적으로 잘못 해석되어 온 "일회적인" 행동을 의미하지 않지만, 단순하고 반복되지 않는 행동을 자주 나타낸다.

### 산스크리트어
고대 산스크리트어에서는 상당히 흔했지만, 아오리스트는 고전 산스크리트어의 대부분에서는 비교적 드물게 나타난다. 예를 들어, 라마야나의 첫 번째 책에서는 66번, 히토파데샤에서는 8번, 바가바드 기타에서는 6번, 마하바라타의 샤쿤탈라 이야기에서는 6번 등장한다.
후기 언어에서 아오리스트 직설법은 미완료시제의 가치를 가졌고, 고대 언어에서는 완료형에 더 가까운 의미를 가졌다. 아오리스트는 또한 고대 금지법과 함께, 특히 금지문에서 사용되었다.

### 슬라브어파
인도유럽어족의 아오리스트는 슬라브어파로 계승되었지만, 남슬라브어군에서만 온전히 살아남았다. 동부 남슬라브어군인 불가리아어와 마케도니아어에서는 그 기능이 완전히 유지된다. 그러나 서부 남슬라브어군에서는 불완료형 및 과거완료와 함께 일상 대화에서는 거의 사용되지 않게 되었고, 대부분 완료형 및 우회적 표현으로 대체되었다. 아오리스트는 세르보크로아트어의 표준어에 포함되지만, 표준 슬로베니아어의 일부는 더 이상 아니다. 두 언어 모두에서 아오리스트는 주로 고대 문학, 성경, 종교 의식 및 법률에서 나타나므로 고풍스러운 느낌을 준다. 세르보크로아트어에서 아오리스트는 특정 지역에서만 자연스럽게 사용되며, 다른 지역에서는 완료형으로 완전히 대체된다. 따라서 공식적인 상황에서 아오리스트를 사용하는 것은 지역에 따라 허세스럽고 과장되거나, 반대로 소박하고 세련되지 못한 것으로 해석될 수 있다. 아오리스트의 사용 중단이 모호성을 야기하지는 않는데, 슬라브어 동사는 관련되면서도 다른 의미를 전달하기 위한 뚜렷한 문법상을 가지고 있기 때문이다.
아오리스트의 유행은 제2차 세계 대전 이후 유고슬라비아 공산주의자동맹의 유고슬라비아 사회주의 연방 공화국 집권 시기 문법 변화 이전에 지역별로 크게 달랐다. 역사적으로 크로아티아와 크로아티아 방언에서는 아오리스트가 대부분의 방언(차카비아어, 카이카비아어, 슈토카비아어)에서 완료형으로 자연스럽게 대체되었다. 세르비아와 세르비아 방언에서는 아오리스트가 과거를 묘사하는 데 역사적으로 흔히 사용되었다. 1933년, 세르비아 언어학자 알렉산다르 벨리치는 유고슬라비아 왕국 당국으로부터 새로운 세르보크로아트어 표준을 위한 공식 문법을 만들라는 임무를 부여받았다. 그는 언어를 "아오리스트를 거의 사용하지 않거나 전혀 사용하지 않는" 유고슬라비아의 많은 화자들을 언급하며 아오리스트의 사용을 억제하기로 결정했는데, 이는 주로 아오리스트를 완전히 폐기한 방언을 사용하는 크로아트인, 슬로벤인, 보슈냐크인 및 세르브계 크로아티아인과 세르브계 보스니아인을 암시했다. 벨리치는 아오리스트가 원어민들 사이에서 본질적으로 그러한 의미를 지니지 않았음에도 불구하고, 아오리스트를 "말하는 순간 바로 직전에 일어난" 행동을 묘사하는 시제로 재정의했다. 공공 담론과 교육에서 통일되고 표준화된 언어의 사용을 강화하기 위한 노력으로, 아오리스트의 사용은 점차 공산주의 정권에 의해 규범적으로 낙인찍히고 세르비아 공화국과 몬테네그로 공화국의 공식 사용에서 걸러졌다. 벨리치의 재정의와 문학 창작에서의 아오리스트 사용은 고대 문학에서 그 사용이 풍부했기 때문에 허용되었다. 그럼에도 불구하고 아오리스트는 세르비아의 시골 지역, 특히 노년층과 교육 수준이 낮은 인구층에서 여전히 널리 사용된다. 표준화된 형태에서는 아오리스트가 과거의 특정 시점에서 목격된 행동에 사용되며, 주로 완료상을 가진 동사와 함께 사용된다.
현대 커뮤니케이션 형태에서 아오리스트는 세르비아의 젊은 화자들 사이에서 일종의 부활을 경험했는데, 그 형태가 완료형보다 타이핑하기에 더 간단하고 짧기 때문이다.
새로운 정규 형태를 생성한 불가리아어에서 아오리스트는 간접 화법 및 추정 인용문에서 사용된다. 불가리아어는 아오리스트(과거 불완료)와 일반 완료에 대해 별도의 굴절을 가진다. 아오리스트는 불완료와 함께 사용하여 복합적인 완료-불완료상을 생성할 수 있다.
마케도니아어의 아오리스트는 "과거 한정 완료 시제" (минато определено свршено време)라고 불리며 과거의 완료된 행동을 나타낸다. 이는 영어의 단순 과거 시제와 가장 자주 일치한다: 나는 책을 읽었다, 나는 편지를 썼다, 나는 저녁을 먹었다 등. 현대 표준 마케도니아어에서 아오리스트는 거의 전적으로 완료형 동사에서 형성된다. 대부분의 동사에 대한 아오리스트의 형성은 복잡하지 않지만, 배워야 할 수많은 작은 하위 범주가 있다. 아오리스트의 모든 동사(sum 제외)는 동일한 어미를 취하지만, 아오리스트 어간 모음과 가능한 자음 교체에 복잡성이 있다. 모든 동사(sum 제외)는 아오리스트에서 다음 어미를 취한다.
| јас -в       | ние -вме      |
| ти -∅ / -ше  | вие -вте      |
| тој -∅ / -ше | тие -아 / -야 |

(기호 ∅는 영 어미를 나타낸다: 어간 모음 뒤에 아무것도 추가되지 않는다.)

### 형태론
인도유럽어족인 그리스어와 산스크리트어에서 아오리스트 어간은 여러 형태론적 장치로 표시된다 (아오리스트 직설법은 또한 과거 시제 증강 ἐ- e-를 가지는데, 이는 초기 모음과 연음된다). 세 가지 아오리스트 형태론적 장치가 가장 흔하게 두드러진다:
| 형태론                                     | 설명, 아오리스트 시제 및 아오리스트 명령법의 예 |
| ------------------------------------------ | --- |
| s의 접미사                                 | 첫 번째, 약한, s-, 또는 시그마 아오리스트는 그리스어에서 가장 흔하다. - ἀκούω akoúō "나는 듣는다"—ἤκουσα ḗkousa "나는 들었다"—ἄκουσον ákouson "들으라!" |
| 움라우트의 영등급, 접미사 없음 / 비음 삽입 | 두 번째 또는 강한 아오리스트는 움라우트의 e 또는 현재 시제 접미사 또는 비음 삽입 없이 동사의 맨몸 뿌리를 사용한다. - λ'είπω leípō "나는 떠난다"—ἔλιπον élipon "나는 떠났다"—λίπε lípe "떠나라!" - λαμβάνω lambánō "나는 잡는다"—ἔλαβον élabon "나는 잡았다"—λαβέ labé "잡아라!" |
| 첩어                                       | 첩어는 완료형에서 더 흔하지만, 몇몇 그리스어 동사는 아오리스트에서 이를 사용한다. 첩어 아오리스트는 산스크리트어에서 더 흔하며, 예를 들어 ájījanam "나는 낳았다"가 있다. - ἄγω ágō "나는 이끈다"—ἤγαγον ḗgagon "나는 이끌었다"—ἄγαγε ág'age "이끌라!"                           |

## 남캅카스어족
조지아어와 스반어에서 아오리스트는 완료상을 표시한다. 직설법에서는 완료된 사건을 표시한다. 다른 서법에서는 아직 완료되지 않은 사건을 표시한다.
민그렐어와 라즈어에서 아오리스트는 기본적으로 과거 시제이며, 완료상 및 불완료상뿐만 아니라 명령법 및 가정법과도 결합될 수 있다.

## 북동캅카스어족
히날루그어에서 아오리스트는 완료상이며, 두 용어("아오리스트"와 "완료")는 종종 상호 교환적으로 사용된다.
우디어에서 아오리스트는 불완료상으로, 일반적으로 과거 시제이지만 현재 시제를 대체할 수도 있다.

## 튀르키예어
튀르키예어에서 아오리스트 (튀르키예어: geniş zaman, 문자 그대로 "넓은 시간")는 습관상이며 영어의 단순 현재와 유사하다. 예를 들어, Et yemem ("나는 고기를 먹지 않는다")라는 진술은 화자가 채식주의자이며 그 순간 고기를 먹지 않는다는 단순한 사실이 아님을 청자에게 알린다. 후자의 메시지를 전달하려면 현재 진행형 Et yemiyorum ("나는 고기를 먹고 있지 않다")이 적절할 것이다. 튀르키예어 아오리스트는 Bir şey yemek ister misiniz? ("무언가 드시고 싶으세요?")와 같이 상대방의 희망을 묻는 질문에서 흔히 사용된다. 이는 Domuz eti yer misiniz?와 같은 질문을 모호하게 만드는데, 청자가 이를 정보성 질문("당신은 돼지고기를 먹는 사람입니까?") 또는 제안("돼지고기를 드시겠습니까?")으로 해석할 수 있기 때문이다.

## 인공어
J. R. R. 톨킨의 인공어 꿰냐에서 아오리스트는 속담적 시제 또는 단순 현재로, 일반적인 사실이나 단순 현재 행동을 표현한다.

## 같이 보기
- 미완료시제

## 내용주
1. ↑  /ˈeɪərɪst/ 틀:Respell, /ˈɛər-/ 틀:Respell[1]